# مقاطعة بيندلتون (فرجينيا الغربية)
مقاطعة بيندلتون هي مقاطعة في فيرجينيا الغربية، بلغ عدد سكانها 7٬695  نسمة، في 2010، عاصمتها فرانكلين، تبلغ مساحتها 1٬808 كيلومتر مربع.

## الموقع
تشترك في الحدود مع:
- مقاطعة غرانت (فرجينيا الغربية)
- مقاطعة روكنغهام
- مقاطعة بوكاهونتاس (فرجينيا الغربية)
- مقاطعة هاردي (فرجينيا الغربية)
- مقاطعة أوغوستا
- مقاطعة راندولف (فرجينيا الغربية).

## معرض صور

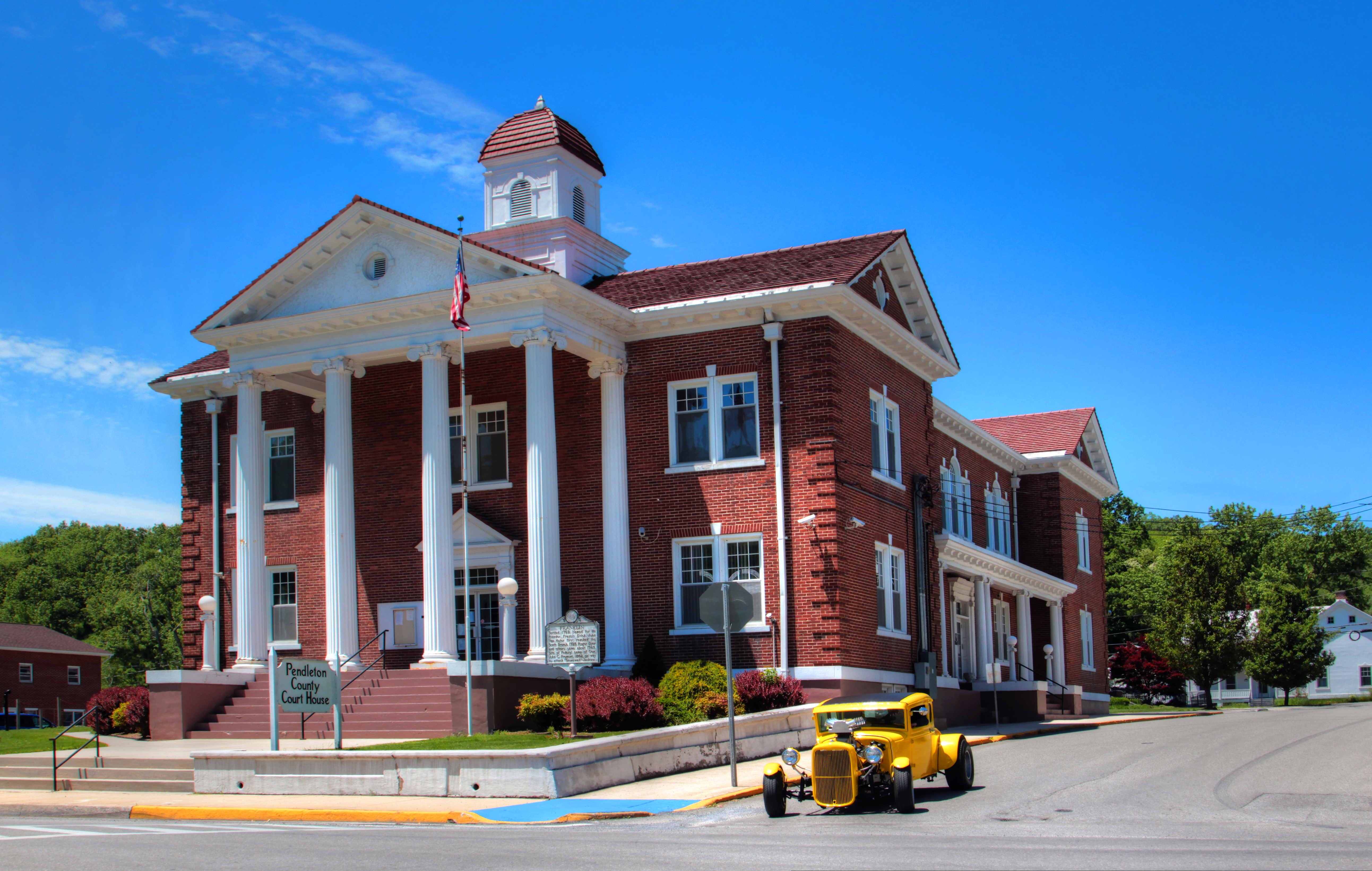
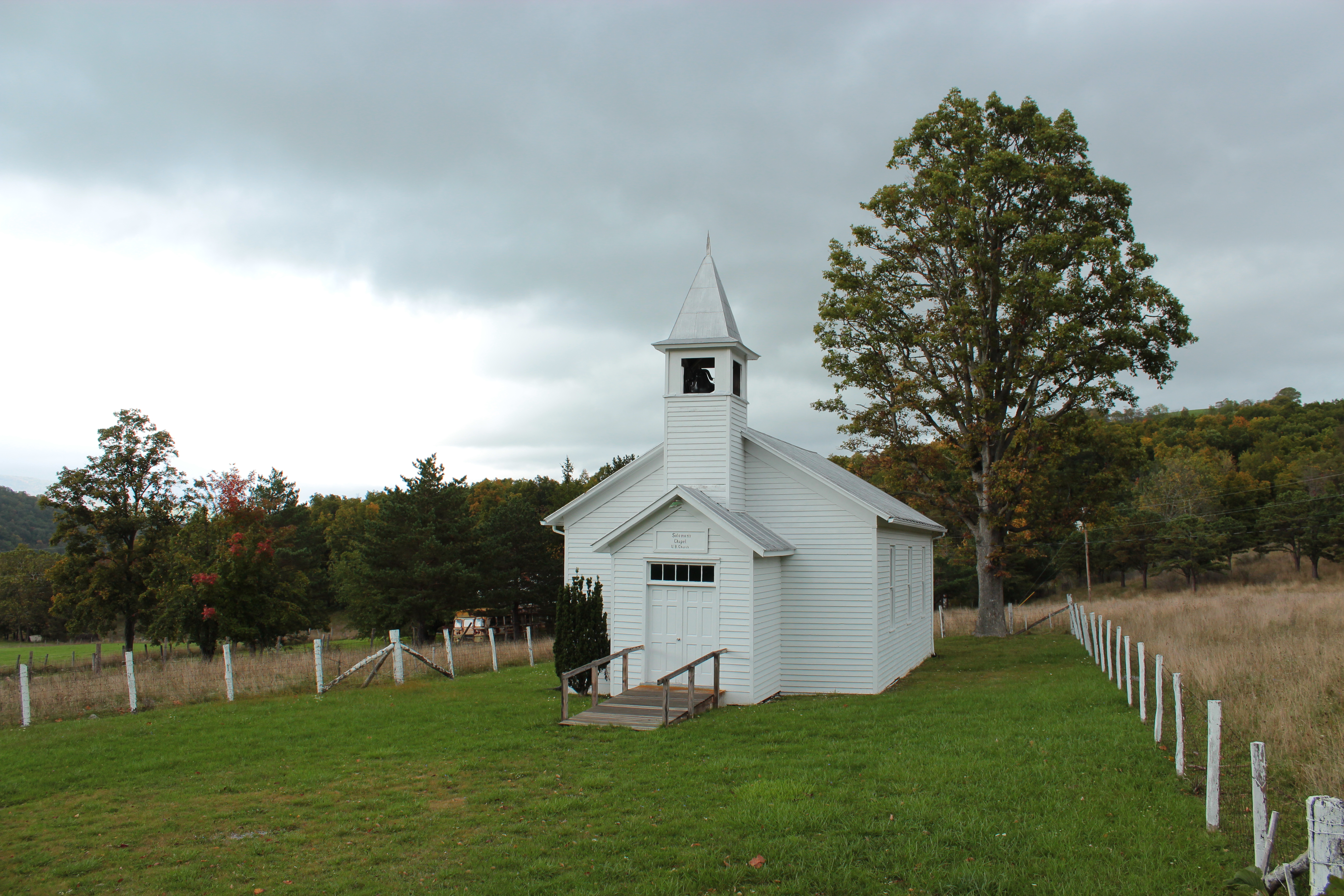
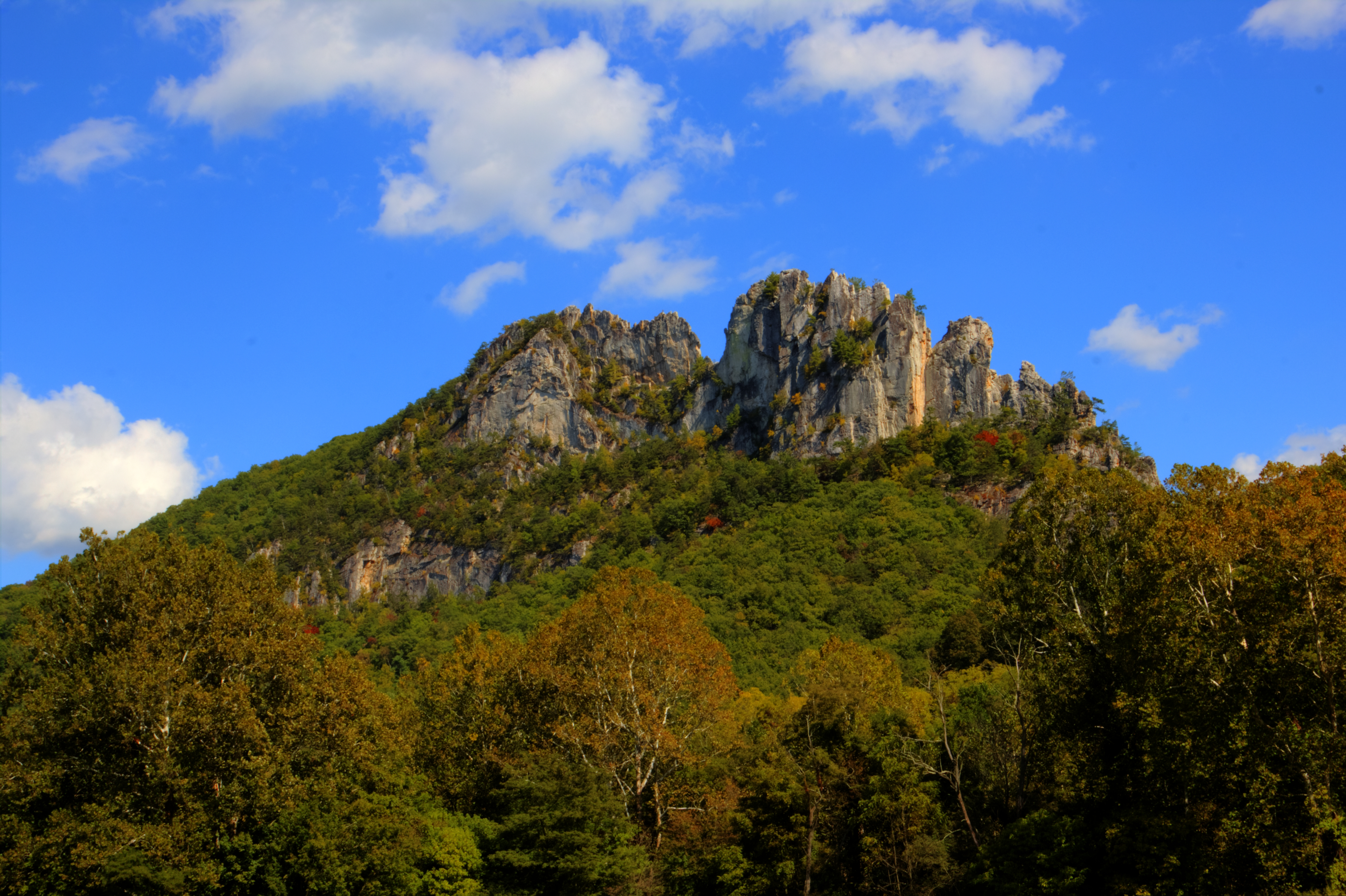
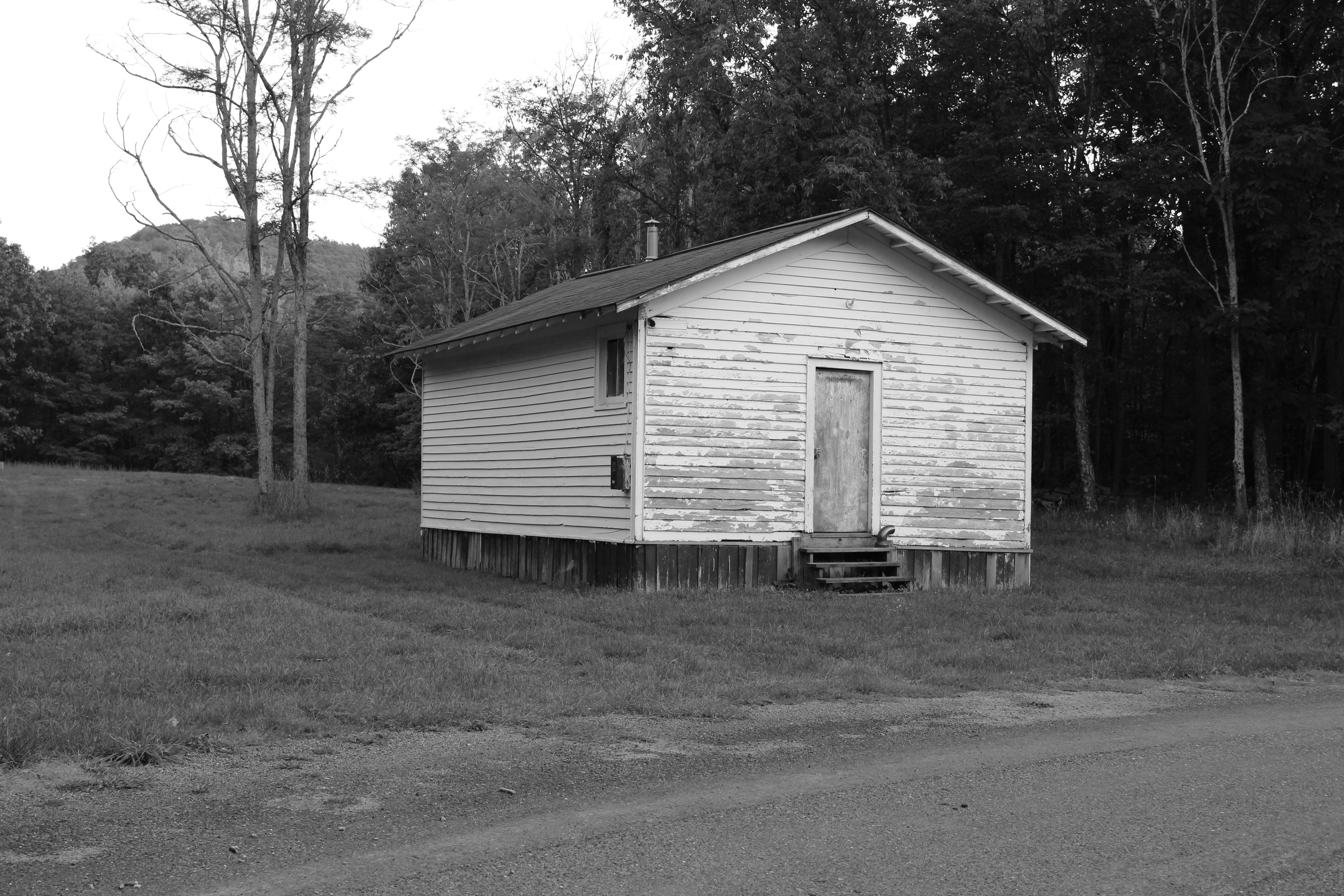

## أعلام
- دونالد ويلسون
- موسى هارمان